# 勿里洞岛
勿里洞岛（爪夷文：بليتوڠ‎），是印度尼西亚一岛屿，位于邦加岛以东南的卡里马塔海峡中，面积约4850平方公里，人口约20万人，属于邦加-勿里洞省管辖，以出产胡椒和锡闻名。
明朝作麻叶瓮，又作不理东、麻里东、麻里东山、勿里洞山、万里洞，或称麻逸冻、麻叶冻。1812年，英国一度占领勿里洞岛，后该岛又被荷兰占领，1824年，英国根据英荷条约放弃对该岛的所有要求。印度尼西亚独立后，该岛成为印尼的一部分。

## 延伸阅读
[在维基数据编辑]
 《欽定古今圖書集成·方輿彙編·邊裔典·麻葉甕部》，出自陈梦雷《古今圖書集成》
 《明史卷三百二十三》，出自《明史》